# Euxoa lyra
Euxoa lyra är en fjärilsart som beskrevs av Hoffmeyer och Kerry Knudsen 1938. Euxoa lyra ingår i släktet Euxoa och familjen nattflyn. Inga underarter finns listade i Catalogue of Life.